# هوکنکور
هوکنکور (به فرانسوی: Hauconcourt) یک کمون در فرانسه است که در Canton of Maizières-lès-Metz واقع شده‌است.

## خصوصیات
هوکنکور ۷٫۹ کیلومترمربع مساحت و ۵۶۹ نفر جمعیت دارد و ۱۰۰ متر بالاتر از سطح دریا واقع شده‌است.